# 氫化三苯基錫
氫化三苯基錫是具有示性式(C6H5)3SnH，簡稱Ph3SnH（Ph:苯基)的有機锡化合物。它是一种白色的可蒸馏油，可溶于有机溶剂。它通常用作氫自由基(H · )的来源以产生自由基或裂解碳氧键。

## 合成方式和會進行的化學反應
氫化三苯基錫是由氯化三苯基錫經氫化鋁鋰還原来制備的。 儘管氫化三苯基錫被视为氫自由基的来源，實際上它不會释放出非常活泼的游离氢原子。相反地，氫化三苯基錫通常因為三苯基錫自由基(Ph3Sn ·)的穩定性，以自由基链机制將氫自由基转移到反應物上。